# آپلیم
آپلیم (به انگلیسی: Uplyme) یک روستا و محله مدنی در بریتانیا است که در East Devon واقع شده‌است. آپلیم ۱٬۶۶۳ نفر جمعیت دارد.